# GNB3
GNB3 (англ. G protein subunit beta 3) – білок, який кодується однойменним геном, розташованим у людей на короткому плечі 12-ї хромосоми. Довжина поліпептидного ланцюга білка становить 340 амінокислот, а молекулярна маса — 37 221.
| 10         |  | 20         |  | 30         |  | 40         |  | 50         |
| ---------- |  | ---------- |  | ---------- |  | ---------- |  | ---------- |
| MGEMEQLRQE |  | AEQLKKQIAD |  | ARKACADVTL |  | AELVSGLEVV |  | GRVQMRTRRT |
| LRGHLAKIYA |  | MHWATDSKLL |  | VSASQDGKLI |  | VWDSYTTNKV |  | HAIPLRSSWV |
| MTCAYAPSGN |  | FVACGGLDNM |  | CSIYNLKSRE |  | GNVKVSRELS |  | AHTGYLSCCR |
| FLDDNNIVTS |  | SGDTTCALWD |  | IETGQQKTVF |  | VGHTGDCMSL |  | AVSPDFNLFI |
| SGACDASAKL |  | WDVREGTCRQ |  | TFTGHESDIN |  | AICFFPNGEA |  | ICTGSDDASC |
| RLFDLRADQE |  | LICFSHESII |  | CGITSVAFSL |  | SGRLLFAGYD |  | DFNCNVWDSM |
| KSERVGILSG |  | HDNRVSCLGV |  | TADGMAVATG |  | SWDSFLKIWN |  |            |

A: Аланін

C: Цистеїн

D: Аспарагінова кислота

E: Глутамінова кислота

F: Фенілаланін

G: Гліцин

H: Гістидин

I: Ізолейцин

K: Лізин

L: Лейцин

M: Метіонін

N: Аспарагін

P: Пролін

Q: Глутамін

R: Аргінін

S: Серин

T: Треонін

V: Валін

W: Триптофан

Кодований геном білок за функцією належить до білків внутрішньоклітинного сигналінгу. 
Задіяний у такому біологічному процесі, як альтернативний сплайсинг. 